# Abraham Berge
Abraham Theodor Berge (Lyngdal, 20 agosto 1851 – 10 luglio 1936) è stato un politico norvegese.
Membro del partito Frisindede Venstre è stato Primo Ministro della Norvegia dal 1923 al 1924.